# Bateman’s

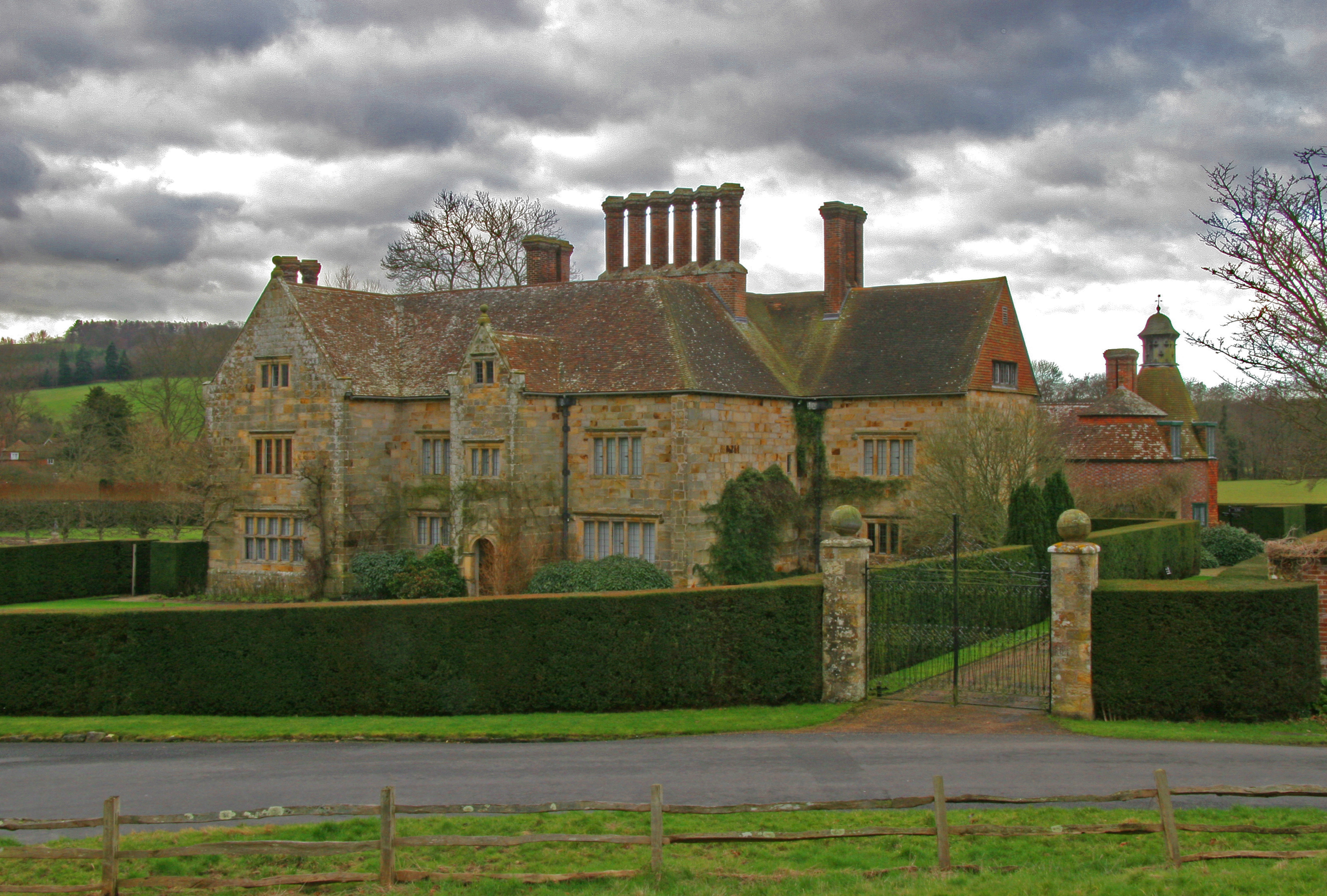
Bateman’s

Bateman’s war der Alterswohnsitz des Schriftstellers und Dichters Rudyard Kipling. Er erwarb das Haus 1902 und bewohnte es bis zu seinem Tod 1936. Bateman’s liegt in der kleinen englischen Ortschaft Burwash, in der Grafschaft East Sussex. Das Gebäude wurde 1634 vermutlich von einem wohlhabenden Eisenfabrikanten erbaut.
Kiplings Frau vermachte das Haus dem National Trust, an den es nach ihrem Tod 1939 ging. Es ist heute für die Öffentlichkeit zugänglich und ein beliebtes Ziel für in- und ausländische Touristen, die auf den Pfaden Kiplings wandeln. Das Haus wurde so belassen, wie es die Kiplings einstmals eingerichtet hatten. Die Einrichtung ist eine Hommage an das 17. Jahrhundert. Das Herz des Hauses ist Kiplings Studierzimmer, in dem er einige seiner bekanntesten Werke schrieb. Zum Haus zählt auch ein gepflegter englischer Garten sowie ein kleines Wasserkraftwerk, das Kipling errichtete, um Bateman’s mit Strom zu versorgen. Einen Ehrenplatz räumte man dem Rolls-Royce ein, den Kipling zuletzt fuhr.